# Medien in Äthiopien
Die Medienlandschaft in Äthiopien besteht aus Fernsehen und Hörfunk, welche großteils unter der Kontrolle der äthiopischen Regierung stehen, sowie aus privaten Zeitungen und Magazinen.
Im Vergleich mit der 2000-jährigen Geschichte Äthiopiens als einer unabhängige Nation ist die Geschichte der Medien in Äthiopien ein sehr aktuelles Phänomen.

## Medienlandschaft

### Rundfunk
Der äthiopische Rundfunk teilt sich in einen öffentlichen, einen kommerziellen und einen kommunalen Sektor unter Aufsicht der Ethiopian Broadcasting Authority (EBA, amharisch የኢትዮጵያ ብሮድካስት ባለሥልጣን yä-Ityop̣p̣ya Brodkast Baläsəlṭan).
Der öffentliche Sektor besteht aus der Ethiopian Broadcasting Corporation (EBC, የኢትዮጵያ ብሮድካስቲንግ ኮርፖሬሽን) des Bundes sowie den Medienorganisationen der Regionen, beispielsweise
- Amhara Mass Media Agency (AMMA)[3]
- Oromia Broadcasting Network (OBN)[4]
- South Radio and Television Agency (SRTA)[5]
- Tigray Mass Media Agency (TMMA).[6]

Der kommerzielle Sektor umfasst ca. 20 Fernseh- und über 10 Hörfunkstationen. Eine besondere Stellung nimmt dabei die 1994 aus einem Untergrundsender hervorgegangene Fana Broadcasting Corporate (FBC, ፋና ብሮድካስቲንግ ኮርፖሬት) ein, die im Eigentum der parteinahen Unternehmen EFFORT (TPLF), Tiret (ANDM), Tumsa (OPDO) und Wondo (SEPDM) steht. Erster rein privater Rundfunksender war 2007 Sheger FM.
Der kommunale Sektor setzt sich aus zahlreichen kleinen Hörfunkstationen zusammen.

### Printmedien
Printmedien können, wegen der hohen Armutsquote, der daraus resultierenden niedrigen Alphabetisierungsquote und der geringen Streuung außerhalb der Hauptstadt, nur einem kleinen Anteil der Bevölkerung angeboten werden. Der Mangel an der Verbreitung spiegelt sich an der Knappheit der Vielfalt von der offiziellen Presse wider. Seit dem Ende des Äthiopischen Bürgerkrieges begannen private Zeitungen und Magazine zu erscheinen; dieser Sektor des Medienmarktes beginnt zu wachsen – trotz der hartnäckigen Regulierung seitens der äthiopischen Regierung von Ministerpräsident Meles Zenawi und dem Auf und Ab der Wirtschaft Äthiopiens. Obwohl die derzeitige Regierung zuhause den Druck auf die Medien erhöht, half die immer wohlhabender werdende und kosmopolitisch gesinnte äthiopische Diaspora beim Rechtsstreit für die freie Presse in Äthiopien und belieferte die zahlreichen extranationalen Gemeinschaften mit Nachrichtendiensten (sowohl online als auch offline) in der amharischen Sprache.

#### Zeitungen Äthiopiens
- Addis Fortune
- Addis Zemen
- Hauptstadt Äthiopien
- Täglicher Monitor
- Äthiopischer Herald
- Äthiopischer Reporter

## Medienfreiheit
Als die Revolutionäre Demokratische Front der Äthiopischen Völker (EPRDF) nach dem Äthiopischen Bürgerkrieg im Jahre 1991 die Macht erlangen konnte, war es eine der ersten Amtshandlungen, den äthiopischen Medien weitaus mehr Freiheiten zu übergeben, als sie es je erlebt hatten; sie beendete damit die jahrelange Zensur, die unter dem Derg-Regime und der Regierung des Kaiserreichs Abessinien herrschte. Trotz dieser Liberalisierungsmaßnahmen waren die Beziehung zwischen der EPRDF und der privaten Presse mit Misstrauen gefüllt. Das harte Durchgreifen bei der privaten Presse geschah in den 1990er Jahren regelmäßig, wobei Dutzende von Journalisten beschuldigt wurden, Fehlinformationen zu verbreiten oder andere Bestimmungen des Pressegesetzes von 1992 zu verletzen. Dieses Gesetz erlaubt den Regierungsbehörden Journalisten ohne Anklagepunkte festzuhalten. Nach Angaben von Human Rights Watch wurde der Zeitpunkt mit dem höchsten Maß an Freiheit für äthiopische Medien bei der Parlamentswahl im Mai 2005 erreicht. Dieser kontroversen Wahl, bei der es zu einem hohen Maß an Gewalt sowohl von Protestlern als auch von Behörden kam, wurden viele Journalisten gemeinsam mit Mitgliedern der Oppositionsparteien eingesperrt und erst später wegen „Verbrechen gegen die Verfassung“ und anderer Kriminalverbrechen angeklagt – viele von ihnen in Abwesenheit. Gegen äthiopische Verlagsbuchhandlungen wurden auch Geldstrafen verhängt.
2008 wurde ein neues Medienrecht erlassen. Äthiopien war gemäß Radio SRF 1 nach dem Amtsantritt einer offeneren Regierung der „grosse Aufsteiger“ auf der Rangliste zur Medienfreiheit von Reporter ohne Grenzen im Bericht vom April 2019.

### Presseagenturen/gedruckte Zeitungen
- Amharische Nachrichten
- Äthiopische Presseagentur
- Äthiopische Nachrichtenagentur
- Capital Ethiopia
- Addis Tribune
- Jimma Times
- Addis Admass
- Addis Fortune

### Online-Nachrichtendienste
- EthioForum
- Ethiomedia.com
- MediaETHIOPIA
- Nazret - Tägliche Nachrichten aus Äthiopien
- CyberEthiopia
- Walta-Informationszentrum
- Addis Admass Nachrichten
- Cyberzena